# Stenasilus tenuis
Stenasilus tenuis är en tvåvingeart som först beskrevs av Christian Rudolph Wilhelm Wiedemann 1828.  Stenasilus tenuis ingår i släktet Stenasilus och familjen rovflugor. Inga underarter finns listade i Catalogue of Life.